# Louise Bachofen-Burckhardt
Louise Bachofen-Burckhardt (8 oktober 1845 - 21 februari 1920) was een Zwitserse filantrope en kunstverzamelaarster.

## Biografie
Louise Bachofen-Burckhardt huwde op 25-jarige leeftijd met Johann Jakob Bachofen, een antropoloog en antiquair. Na zijn overlijden zou ze zijn kunstverzameling verder uitbreiden met de hulp van de Duitse kunsthistoricus Wilhelm von Bode teneinde de openbare kunstcollectie van de stad Bazel een nieuw elan te geven.
Op het einde van haar leven verzamelde ze een 300-tal schilderijen van de late middeleeuwen tot de 20e eeuw, waaronder werken van Bartolomeo Vivarini, Jan Brueghel de Oude en Hans Memling. In 1904 bracht ze haar kunstcollectie onder in een stichting die de naam droeg van haar voormalige echtgenoot, met het Kunstmuseum Basel als enige begunstigde. In 1907 werd een catalogus van haar collectie uitgebracht die ze zelf had geschreven, de Katalog der Gemäldesammlung von Frau Prof. J. J. Bachofen-Burckhardt.